# Thalassodes deloloma
Thalassodes deloloma là một loài bướm đêm trong họ Geometridae.